# عبدالرحمن مجدی
عبدالرحمن مجدی (عربی: عبد الرحمن مجدي؛ زادهٔ ۱۲ سپتامبر ۱۹۹۷) بازیکن فوتبال است.
وی همچنین در تیم ملی فوتبال مصر بازی کرده‌است.